# Tegaldowo (Gemolong)
Tegaldowo is een bestuurslaag in het regentschap Sragen van de provincie Midden-Java, Indonesië. Tegaldowo telt 3790 inwoners (volkstelling 2010).